# Christian Henrik de Thurah (forfatter)
 Der er flere personer med dette navn, se Christian Henrik de Thurah (søofficer).
Christian Henrik de Thurah (9. juli 1830 i Ribe – 16. november 1898) var en dansk præst og politiker, broder til Laurids de Thurah.
Han var søn af præsten Christian Erik de Thurah (død 1869) og Anna Catharina f. Klingenberg, fødtes i Ribe 1830. Efter at have gennemgået denne bys katedralskole blev han 1847 student og tog 1856 teologisk attestats. Allerede i studentertiden debuterede han i litteraturen med bearbejdelser af Højsangen og Jobs Bog og udgav 2 samlinger åndelige digte, ligesom han også tog del i den såkaldte "Sandhedsvidnestrid" med et Rimbrev til Johannes Forføreren, alias Dr. Søren Kierkegaard (1855), der blev efterfulgt af Hvorfor netop saaledes? Præmisser i Sagen C. H. Thurah kontra Dr. S. Kierkegaard (1855) og Mester Jakel; en Dyrehavsscene, gjengivet efter Virkeligheden (1856). Efter sin eksamen blev Thurah, der havde sluttet sig nøje til Grundtvig, først lærer, siden (1858-62) inspektør ved Enkedronningens Asylskole, og tillige underviste han i Frk. Zahles Skole og udgav bearbejdelser af Prædikerens Bog og Klagesangene (1857) og Udvalgte Skrifter af Matthias Claudius, der Wandsbeker-Bote i dansk oversættelse (1860). Da biskop Hans Lassen Martensen 29. april 1863 havde holdt sin berømte ordinationstale om Apostlenes Inspiration, mødte Thurah med stridsskriftet: Biskop Martensens Selvafsløring; også i striden om det teologiske studium skrev han et indlæg, og både til de politiske og kirkelige blade gav han jævnlig bidrag.
1864 blev han valgt til Folketingsmand for Præstø Amts 6. kreds (Stege) og genvalgt 1866, således at han kom til at give møde på den 16., 17. og 18. ordentlige Rigsdag og på den overordentlige Rigsdag i juli 1866. 1865 blev han medlem af Rigsrådets Folketing for samme kreds. Han var en af dem, der 1866 stemte imod den gennemsete Grundlov. 1869 blev han lærer ved Hindholm Folkehøjskole, 1879 præst på Drejø under Fyns Stift, 1887 sognepræst i Hesselager i samme stift. Han døde 16. november 1898.
1859 ægtede han Thora Marie Frederikke Andersen, datter af etatsråd, chatolkasserer hos
Enkedronning Maria, A.C. Andersen.